# Strada Statale 240 di Loppio e Val di Ledro
Die Strada Statale 240 di Loppio e Val di Ledro (kurz SS 240) ist eine italienische Staatsstraße in der Provinz Trient, Region Trentino-Südtirol.
Die knapp 48 km lange Straße ist eine wichtige Ost-West-Verbindung im Trentino.  Sie verbindet das Etschtal mit dem nördlichen Gardasee, dem Ledrotal und den Judikarien.

## Geschichte
Die Verbindung zwischen Etschtal und Gardasee über den Passo San Giovanni wird seit alters her genutzt, stellt sie doch den einzigen flachen Übergang zwischen dem Bergrücken des Monte Baldo im Süden und der Monte Bondone – Monte Stivo Gruppe im Norden dar. Vom Archäologen Paolo Orsi 1881 bei Mori in der Grotta del Colombo entdeckte Artefakte, die der Polada-Kultur zugeschrieben werden, legen die Vermutung nahe, dass der Übergang bereits in der frühen oder mittleren Bronzezeit genutzt wurde.
Zwischen dem 6. und 7. Jahrhundert n. Chr. entstand auf der Insel S. Andrea im Loppiosee eine Schutzburg, die noch in der Karolingerzeit sporadisch genutzt wurde. Besondere Erwähnung verdient das militärische Unternehmen Galeas per montes, mit dem 1439 die Republik Venedig die Herrschaft der Viscontis über den Gardasee streitig machte, als die Venezianer mit einer Flotte vom Etschtal über den Passo San Giovanni zogen, um die Flotte der Mailänder auf dem See zu stellen.
Später waren es dann Literaten wie Michel de Montaigne (1580) oder Johann Wolfgang von Goethe auf seiner Italienreise 1786, die vom Etschtal kommend zum Gardasee reisten. Zwischen 1835 und 1847 wurde unter den Habsburgern die Straße zwischen Storo und dem Ledrotal errichtet, die mit der Fertigstellung der Ponalestraße bis nach Riva hinunter 1851 abgeschlossen wurde. Zugleich wurde der Zugang mit einer Reihe von militärischen Speeren geschützt. Es entstanden die Straßensperren Ampola und Nago, Ponale sowie die Batterie San Nicolo. 1866 nutzte Giuseppe Garibaldi die neue Verbindung im Dritten Italienischen Unabhängigkeitskrieg. Nachdem er die Sperre Ampola eroberte, stellte er sich den österreichischen Truppen in der Schlacht bei Bezzecca. Während des Ersten Weltkrieges lag die Straße in den Abschnitten zwischen dem Etschtal und Nago sowie zwischen der Sperre Ponale und Ampola im militärischen Niemandsland. Nach dem Ersten Weltkrieg wurde die Straße mit der zunehmenden Motorisierung ausgebaut. Dabei entstand in den 1930er Jahren beispielsweise der Tunnel durch den Monte Brione bei Riva oder das Teilstück zwischen Nago und Torbole. Der wachsenden Bedeutung des Straßenverkehrs fiel 1936 die 1891 eröffnete Lokalbahn Mori–Arco–Riva zum Opfer. Auf deren Trasse wurde zwischen Nago und Arco die SS 240dir errichtet. Ende der 1950er Jahre wurde schließlich die Ponalestraße asphaltiert. Mit der Einweihung der beiden Straßentunnel, die Riva del Garda mit dem Ledrotal verbinden, wurde auch der Verlauf der SS 240 angepasst und die Ponalestraße für den Verkehr gesperrt. 2003 wurde das Teilstück zwischen Nago und Torbole für den Schwerlastverkehr und für Reisebusse gesperrt. Vorausgegangen waren eine Reihe von Unfällen mit tödlichem Ausgang am Ende der Abfahrt in Torbole wegen Bremsversagens. 2005 wurde die Ortsumgehung von Mori (SS 240var) eröffnet. Eine Ortsumgehung von Nago ist seit 2018 in Bau.

## Verlauf
Die SS 240 beginnt am südwestlichen Ortsausgang von Rovereto an der Brücke über die Etsch. Die 1888 von Gridl aus Wien errichten Eisenkonstruktion wurde im Ersten Weltkrieg zerstört. Von der 1920 wiederaufgebauten Brücke, ist flussaufwärts der Eingang des Etsch-Gardasee-Tunnels und flussabwärts eine Staustufe der Etsch zu erkennen. Nach der Brücke zweigt die Provinzstraße 90 (kurz SP 90) Richtung Norden ab. Die SS 240 führt nun am westlichen Rand des Etschtales nach Mori und durchquert den Ort, wobei der historische Ortskern rechts der Straße liegen bleibt. In Mori zweigen in südlicher Richtung zunächst die SP 90 Richtung Avio und dann die SP 3 in Richtung Brentonico-Monte Baldo ab. Nach dem Ortsende von Mori mündet die von der Autobahnanschlussstelle Rovereto Sud der A22 kommende Ortsumgehung von Mori (SS 240var) in die SS 240. Die Straße verläuft nun am Rande des Valle del Cameras in Richtung Westen. Bei Loppio biegt die SP 88 in das Val di Gresta zum Passo Bordala (1250 m) ab. Nach Loppio führt die SS 240 nun am südlichen Talrand am meist ausgetrockneten Seebett des Lago di Loppio vorbei und steigt am Seeende zum Passo San Giovanni an. Nach Überschreiten der Passhöhe (287 m) fällt sie nach Nago ab.
Am Ortsausgang von Nago biegt an einem Kreisverkehr die SS 240dir nach Arco ab. Über Letztere wird der Schwerlastverkehr geleitet, da die Abfahrt in Richtung Torbole auf der SS 240 für Fahrzeuge über eine Masse von 18 t gesperrt ist. In Torbole, mit 68 m s.l.m. der niedrigste Punkt der Straße, trifft die SS 240 auf die Strada Statale 249 Gardesana Orientale, mit der sie einen kurzen Streckenabschnitt bis zum Kreisverkehr in Arco-Linfano teilt. Anschließend führt sie nach einem ersten Tunnel für ein kurzes Stück als Uferstraße direkt am Nordufer des Gardasees entlang, eingeengt zwischen See und den Felswänden des Monte Brione. Nach einem weiteren kurzen Tunnel langt sie in Riva del Garda an. In Riva del Garda, der historische Ortskern wird von der Straße nicht berührt, kreuzt sich die SS 240 mit der SS 45 bis Gardesana Occidentale und der SS 421 dei Laghi di Molveno e Tenno, bevor sie am westlichen Talrand wieder an Höhe gewinnt. Nach dem Abzweig der SP 37 in Richtung Pranzo werden in zwei langen, in südlicher Richtung verlaufenden Tunneln, über 350 Höhenmeter bis in das Val di Ledro überwunden.
Am Tunnelausgang des zweiten Tunnels biegt links die Ponalestraße ab, auf der bis zur Eröffnung der Tunnels die SS 240 verlief. Nun wieder in westlicher Richtung verlaufend, biegt kurz vor Biacesa, dem ersten Ort im Ledrotal, links die SP 234 nach Pregasina ab. Nach einigen Kehren erreicht die Straße Molina di Ledro. Sie verbleibt dabei stets auf der orographisch linken Seite des Ponale-Baches. Am Ortsausgang von Molina di Ledro führt sie in unmittelbarer Nähe der Pfahlbautensiedlung vorbei und umrundet nun den Ledrosee an seiner Nordseite. Kurz vor Mezzolago liegt am linken Straßenrand der Schacht des unter der Seeoberfläche liegenden Einlaufbauwerks des Ponale-Wasserkraftwerks. Nach Mezzolago verläuft sie weiter am See entlang und führt anschließend als Umgehungsstraße an Pieve di Ledro vorbei. Vor Bezzecca biegt rechts die SP 119 in das Val di Concei ab. Nach Bezzecca folgt sie dem Talverlauf nun in südlicher Richtung und verläuft als Umgehungsstraße an den Ortschaften Tiarno di Sotto und Tiarno di Sopra vorbei, bevor sie den Lago d’Ampola erreicht. Die SS 240 führt an der Westseite des Sees vorbei an dessen Ende links die SP 127 zum Tremalzopass (1664 m) abbiegt. Unmittelbar nach dem Abzweig erreicht die Straße mit dem Passo Ampola (725 m) den höchsten Punkt. Danach verliert sie in mehreren Kehren durch die Ampola-Schlucht wieder an Höhe und langt bei Storo im Valle del Chiese in den Judikarien an. Nach der Brücke über den Fluss Chiese mündet sie in die SS 237 del Caffaro.

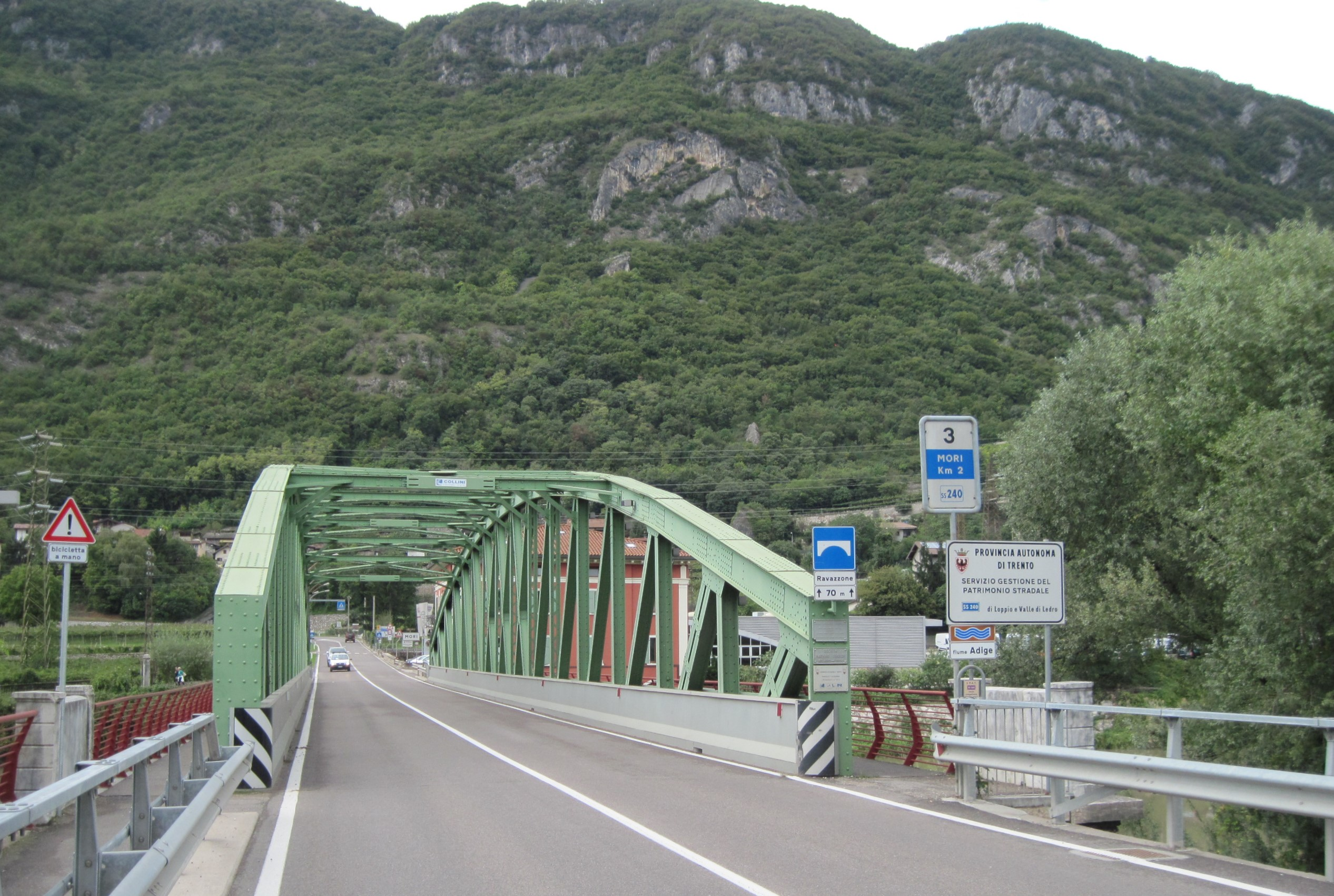
Etschbrücke Ponte di Ravazzone
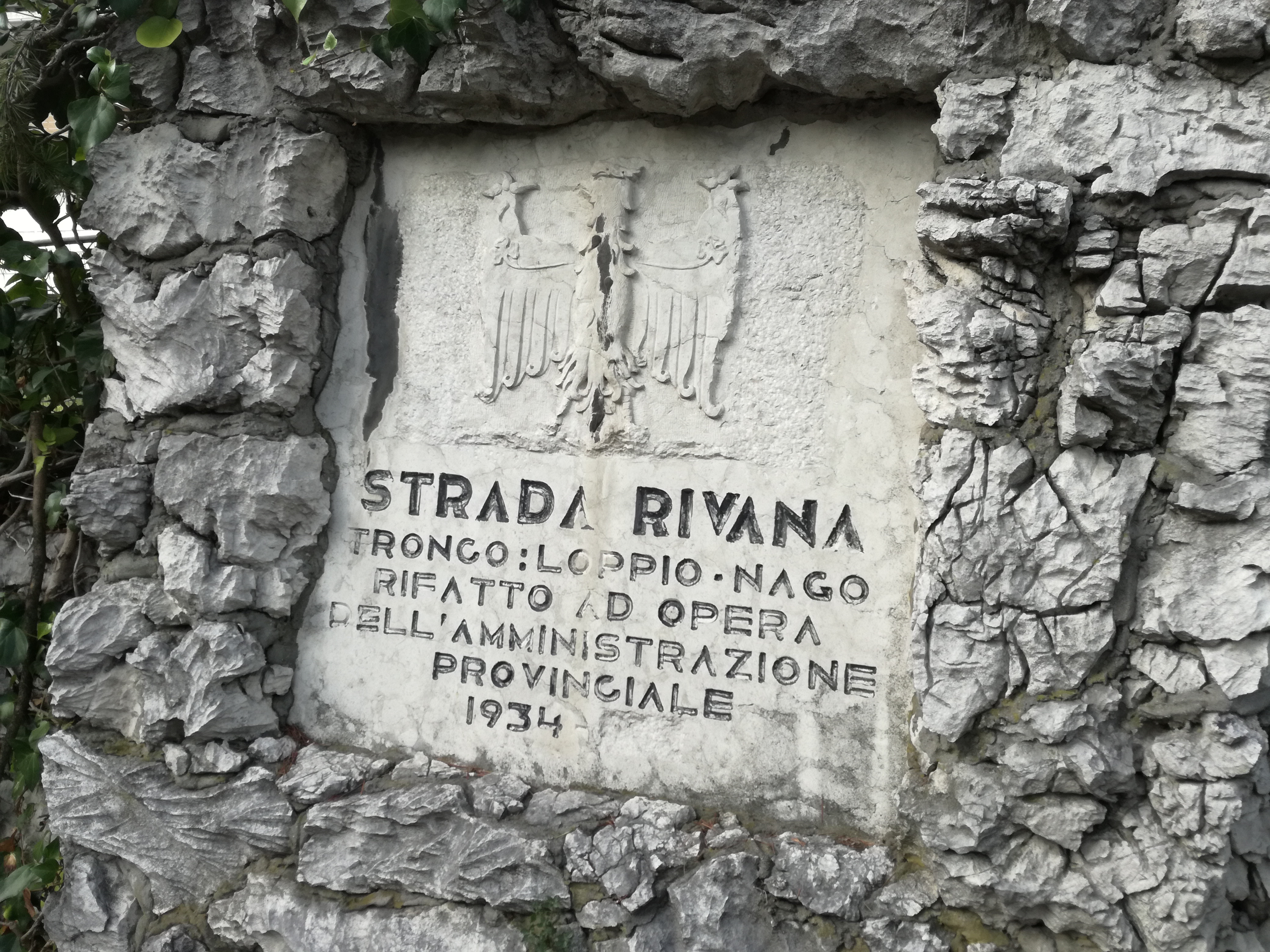
Gedenkstein für den Ausbau des Abschnitts Loppio – Nago 1935 am Passo San Giovanni
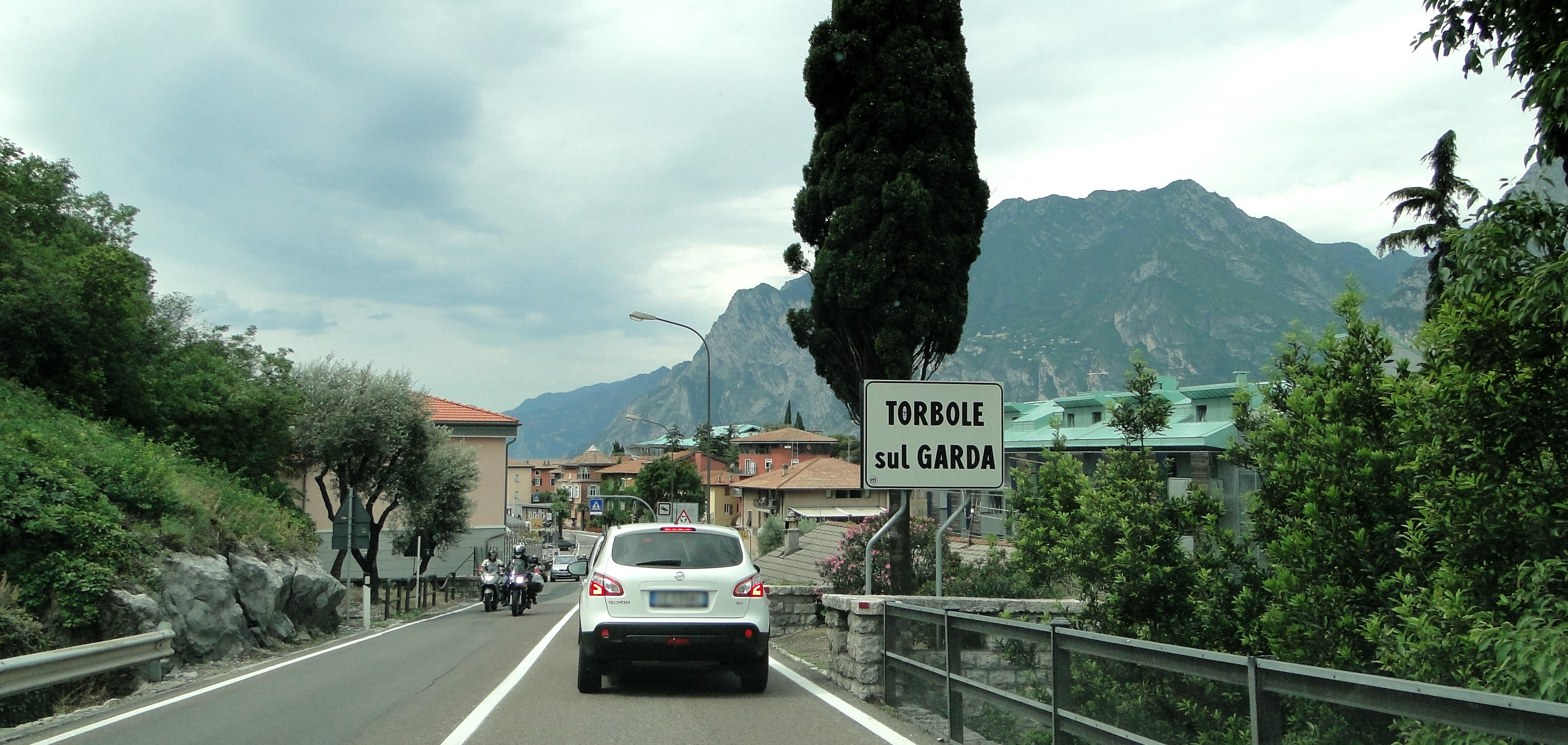
Ortsanfang Torbole
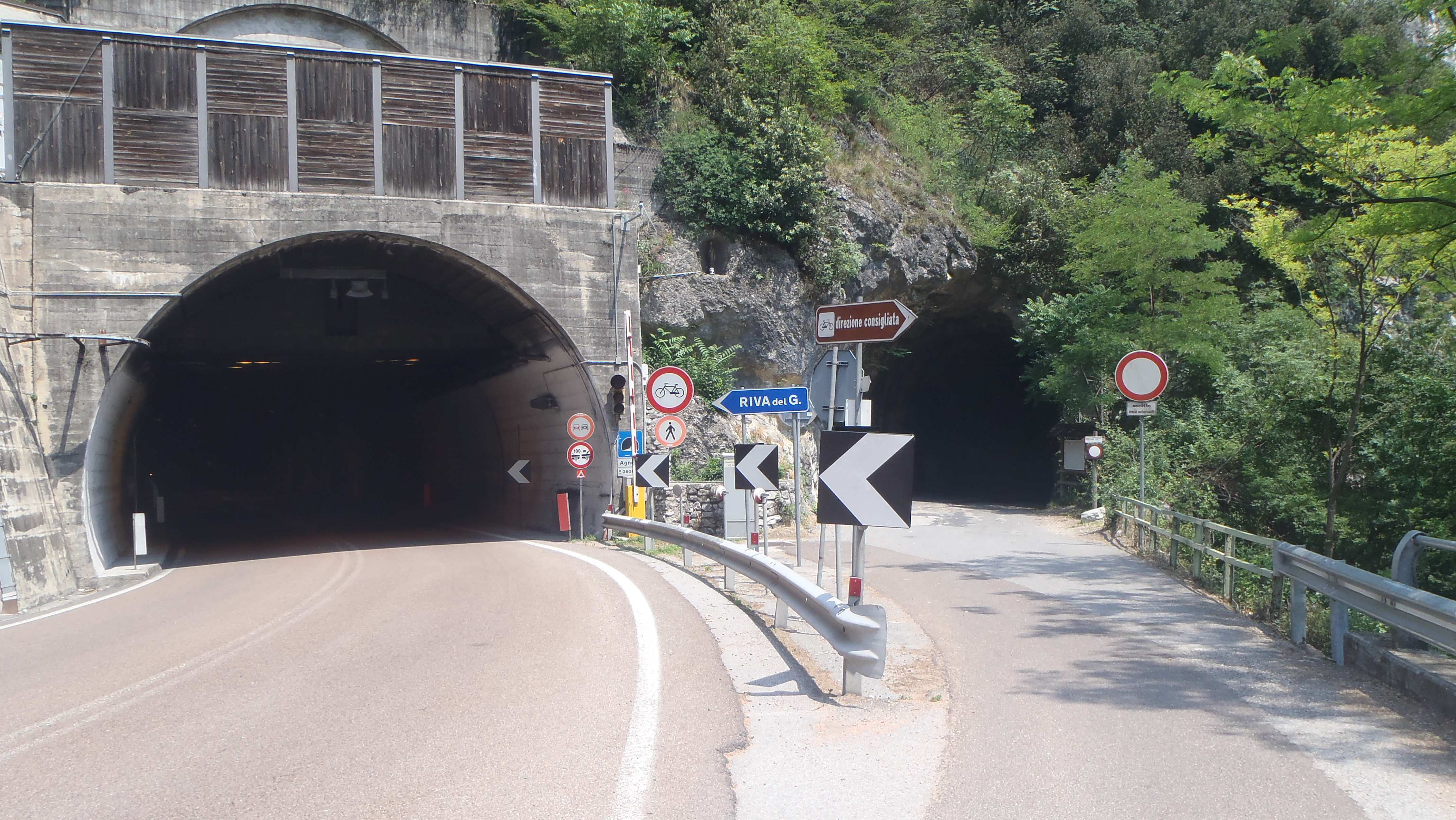
Tunnel Agnese und Abzweig der Ponalestraße
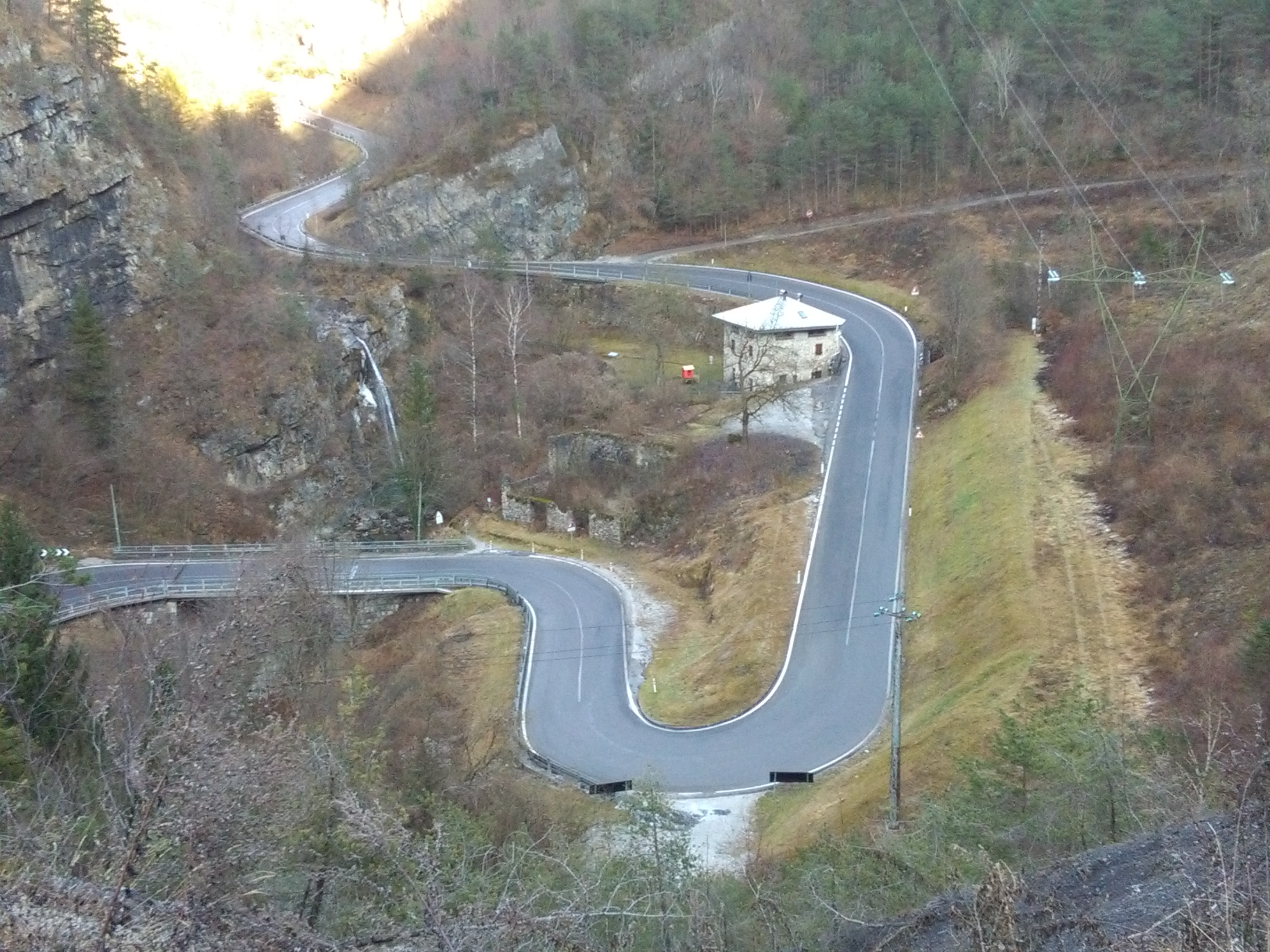
In der Ampola-Schlucht

## Sperrungen
Für Fahrzeuge über eine Masse von 18 t besteht eine ganzjährige Sperre in beiden Fahrtrichtungen zwischen Nago und Riva del Garda. Zudem bestehen mehrere Sperren für Radfahrer, unter anderem zwischen Mori und Torbole sowie zwischen Riva del Garda und dem Ledrotal.